# Gutterdämmerung
Gutterdämmerung ist ein Filmprojekt des belgisch-schwedischen Künstlers Björn Tagemose. Das Projekt ist eine Kombination aus einem Schwarzweißfilm, einer Live-Band und einem Erzähler. An dem Projekt wirkten zahlreiche namhafte Musiker und Musikgruppen mit. Am 6. Mai 2016 fand die Uraufführung in Berlin statt, am 28. Mai 2016 begann die Festival-Tournee zum Film mit einer Aufführung beim Rockavaria.

## Konzeption
Tagemose und seine Ehefrau Katarina Vercammen, die auch den Film produzierte, arbeiteten insgesamt rund fünf Jahre an Entwicklung und Fertigstellung des Projektes. Zunächst zeichnete der Künstler ein Storyboard, mit dem er Henry Rollins als einen der ersten beteiligten Künstler für die Idee gewinnen konnte. Es folgten weitere Zusagen von Iggy Pop und Grace Jones. Finanziert wurde das Projekt mit der Hilfe von zwei belgischen Kunstsammlern. Am 12. November 2015 fand eine Vorpremiere in London statt, bei der dem Publikum Ausschnitte des Filmes gezeigt wurden. Die eigentliche Premiere war am 6. Mai 2016 in Berlin.
Bei dem Projekt handelt es sich um einen Schwarzweißfilm mit nur wenigen gesprochenen Szenen. Begleitet wird die Aufführung von einer Live-Band, die bekannte Lieder der Rock-Geschichte spielt. Arrangiert wurden sie von Kevin Armstrong, neben ihm gehören die Musiker der aktuellen Band von Iggy Pop sowie der Sänger Jesse Smith zum Ensemble. In der Tradition des Stummfilms begleitet ein Erzähler den Film. Bei der Aufführung in Berlin übernahm Ray Cokes diese Rolle, bei der Aufführung auf dem Rockavaria war Henry Rollins als Erzähler zu sehen. Tagemose bezeichnet den Film als „lautesten Stummfilm aller Zeiten“.
Zahlreiche Künstler haben Cameo-Auftritte, unter ihnen Grace Jones, Volbeat, Josh Homme und Nina Hagen.

## Handlung
Der Engel Vicious wirft die böse Gitarre des Rock ’n’ Roll auf die Erde. Es entbrennt ein Streit verschiedenster Gegner um die Gitarre, die sie alle zu ihrem Vorteil nutzen wollen. Lediglich Billy und Juliette versuchen unabhängig voneinander, die Gitarre wieder an einen sicheren Ort zu bringen. Zunächst arbeiten sie gegeneinander, müssen dann aber feststellen, dass der eigentliche Gegner diejenigen sind, die mit Hilfe der Gitarre ihre Macht ausbauen wollen.

## Kritiken
Die Kritiken fielen sehr gemischt aus. Das Rock Hard schreibt dem Film das Potenzial zu, das „Metal-Woodstock unserer Zeit“ zu werden und meint, dass der Film durch den Einsatz der Begleitband, des Erzählers und von Pyrotechnik die Exklusivität einer Live-Erfahrung besitze. Sophie Albers Ben Chamo schreibt im Stern, dass eine Metalrock-Oper herausgekommen sei, deren „Heldendichte und Bilderwucht … kräftig bei der Stummfilm-Ästhetik geborgt hat“. Die Story des Films weise logische Lücken auf und es gehe dem Film vordergründig um die Auftritte der persönlichen Helden und um die gespielten Lieder. Ivo Ligeti von Die Welt kritisiert, dass die Handlung offenbar auf ein Minimum reduziert werden musste, um die große Anzahl von Rock-Legenden logisch in die Geschichte einfügen zu können. Die Auswahl der Begleitmusik sei vorhersehbar und der Kritiker resümiert: „In schlimmen Momenten riecht ‚Gutterdämmerung‘ nach Bier und Männerschweiß. In guten sehen wir eine passable Hommage, die man mit etwas Mühe liebgewinnen kann.“ Für Katrin Riedl vom Metal Hammer war es eine glanzlose Premiere, zwar sei das Konzept gut, habe aber Lücken. Ihr Fazit lautet „Vieles wirkt erzwungen, explizit auf ‚feierbaren Kultfilm‘ gemacht, apokalyptisch und blutig inszeniert, dabei aber zahnlos, erwartbar und ohne erhellende Conclusio.“

## Belege
1. 1 2 3 4 5  Laura Niebling: Gutterdämmerung. Lemmys letzter Auftritt. In: Rock Hard. Nr. 348, Mai 2016, S. 66 f.
2. ↑  Leonie Cooper: Lemmy, Iggy Pop And Slash's 'Gutterdämmerung' Is Going To Be The Maddest Rock’N’Roll Film Ever. In: New Musical Express. 13. November 2015, abgerufen am 29. Mai 2016 (englisch).
3. 1 2  Sophie Albers Ben Chamo: Die Götter des Rock sind gekommen, euch zu holen. In: stern.de. 7. Mai 2016, abgerufen am 29. Mai 2016.
4. ↑  Wolfgang Weitzdörfer: "Gutterdämmerung": Ein Film als Star auf dem Festival Rockavaria. In: Passauer Neue Presse. 29. Mai 2016, archiviert vom Original (nicht mehr online verfügbar) am 1. Juni 2016; abgerufen am 1. Juni 2016.  Info: Der Archivlink wurde automatisch eingesetzt und noch nicht geprüft. Bitte prüfe Original- und Archivlink gemäß Anleitung und entferne dann diesen Hinweis.
5. ↑  Ivo Ligeti: Der große Rock-'n'-Roll-Schwindel aus der Hölle. In: welt.de. 7. Mai 2016, abgerufen am 29. Mai 2016.
6. ↑  Katrin Riedl: Glanzlose Premiere: ‘Gutterdämmerung’ im White Trash. In: Metal Hammer. 9. Mai 2016, abgerufen am 29. Mai 2016.